# Pinkpop 1979
Pinkpop 1979 werd gehouden op maandag 4 juni 1979 op het Sportpark Burgemeester Damen te Geleen. Het was de 10e van 17 edities van het Nederlands muziekfestival Pinkpop in Geleen, waar ook de eerste editie plaatsvond. Er waren circa 50.000 toeschouwers.
Presentatie: John Peel.

## Optredens
- Massada
- Average White Band
- Dire Straits
- The Police
- Elvis Costello
- Rush
- Peter Tosh

Mick Jagger zou met Peter Tosh de hit Don't look back zingen, maar toen hij de tv-camera's zag, liet hij op het laatste moment verstek gaan.